# Relations entre l'Azerbaïdjan et le Portugal

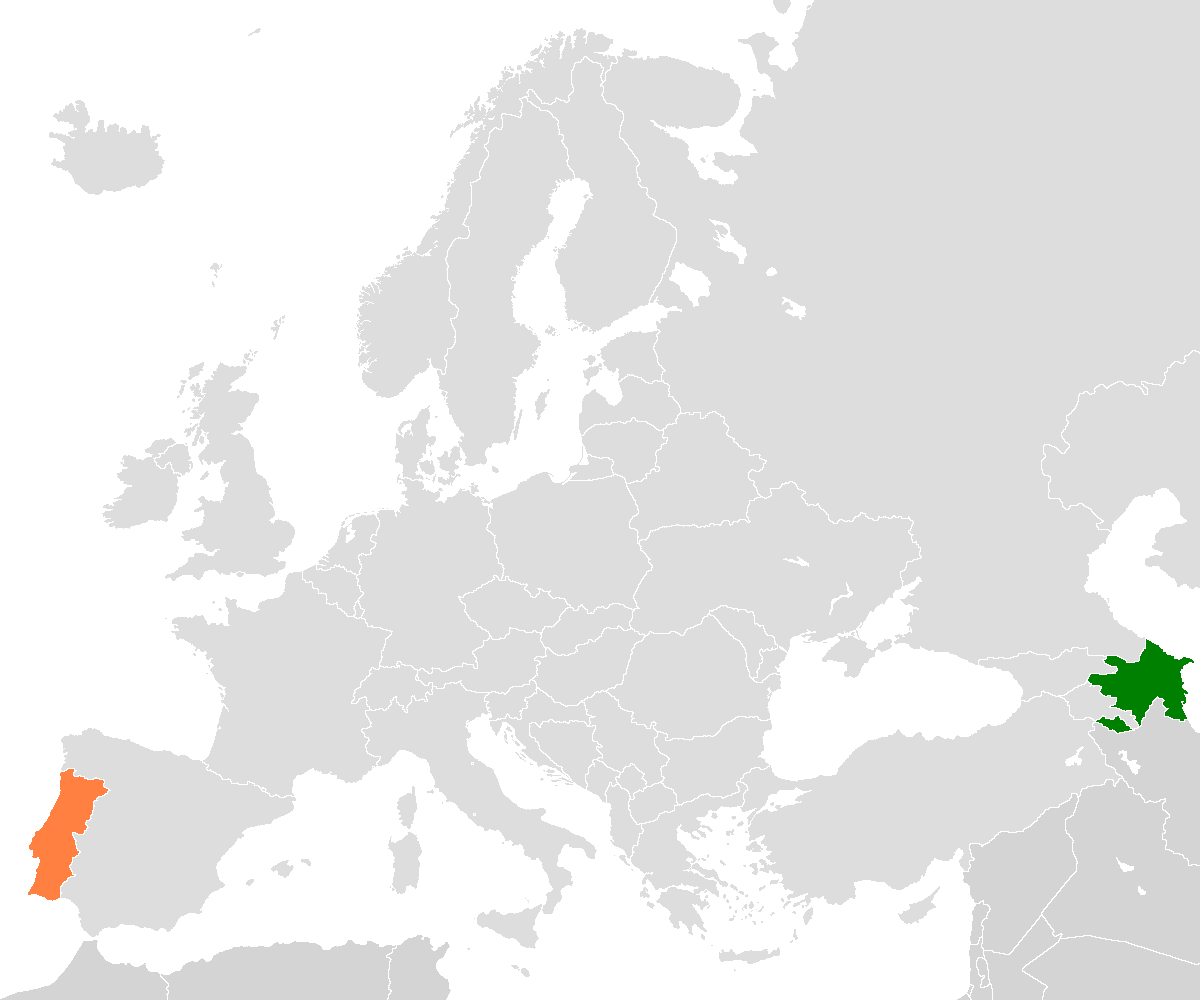

Les relations diplomatiques entre l'Azerbaïdjan et le Portugal établies en 1992 après que le Portugal a reconnu l'indépendance de l'Azerbaïdjan.

## Vue d'ensemble
Le 7 janvier 1992, le Portugal a reconnu l'indépendance de l'Azerbaïdjan. Le 4 août 1992, des relations diplomatiques ont été établies entre l'Azerbaïdjan et le Portugal.
L'ambassadeur d'Azerbaïdjan au Maroc, Tarik Aliyev, a été nommé ambassadeur au Portugal par décret présidentiel du 21 décembre 2012. M. Aliyev a présenté ses lettres de créance au président du Portugal, Aníbal Cavaco Silva, le 14 janvier 2013. D'autre part, l'ambassadeur du Portugal en Turquie est également ambassadeur en Azerbaïdjan. Paula Leal da Silva est ambassadrice du Portugal en Azerbaïdjan depuis l'acceptation de ses lettres de créance par le président de l'Azerbaïdjan Ilham Aliyev le 26 mars 2017.
En 2015, la mission diplomatique du Portugal en Azerbaïdjan a commencé à fonctionner. Le chargé d'affaires est M. Jorge Gabriel Silva da Fonseca.
Murad Rahimov a été nommé consul honoraire du Portugal en Azerbaïdjan en septembre 2011.

## Visites de haut niveau
L'ancien président azerbaïdjanais Heydar Aliyev s'est rendu au Portugal pour participer au sommet de Lisbonne de l'OSCE les 2 et 3 décembre 1996. Au cours de cette visite, H. Aliyev a rencontré le Premier ministre du Portugal, António Guterres. Les anciens ministres des Affaires étrangères du Portugal, Jaime Gama, se sont rendus en Azerbaïdjan en juillet 2001 et en mars 2002; et Luís Amado s'est rendu en Azerbaïdjan en juillet 2010.
Le Président de l'Azerbaïdjan, Ilham Aliyev, s'est rendu au Portugal pour participer au sommet de l'OTAN à Lisbonne du 20 au 21 novembre 2010. Lors du voyage des représentations azerbaïdjanaises, un accord entre le Portugal et l'Azerbaïdjan a été signé sur les exemptions de visa accordées aux détenteurs de passeports diplomatiques. Le ministre d'État et des Affaires étrangères du Portugal, Paulo Portas, s'est rendu officiellement en Azerbaïdjan en juin 2012.

## Relations interparlementaires
La coopération interparlementaire entre les deux pays est assurée par le Groupe de travail sur les relations interparlementaires entre l’Azerbaïdjan et le Portugal, établi depuis l’Azerbaïdjan. Milli Majlis a créé le 5 décembre 2000 le Groupe de travail sur les relations interparlementaires entre l'Azerbaïdjan et le Portugal. Selon la décision de Milli Majlis en date du 4 mars 2016, Agiya Nakhchivanli est responsable du Groupe de travail sur les relations interparlementaires entre l'Azerbaïdjan et le Portugal.

## Relations économiques
Le commerce bilatéral de marchandises entre l'Azerbaïdjan et le Portugal s'est élevé à 352,62 millions USD, le volume des importations d'Azerbaïdjan à 7,33 millions USD et les exportations à 345,29 millions USD pour la période de janvier à septembre 2017. Pour la même période (janvier à septembre 2017) ), la part du Portugal représentait 2,46% du chiffre d'affaires du commerce extérieur de l'Azerbaïdjan, y compris 0,12% des importations et 4,24% des exportations. Le forum commercial Azerbaïdjan-Portugal s'est tenu à Bakou en juin 2012, organisé par la Fondation pour la promotion des exportations et des investissements en Azerbaïdjan (AZPROMO), avec le soutien du Ministère du développement économique de l'Azerbaïdjan.
| Chiffre d'affaires entre l'Azerbaïdjan et le Portugal |             |             |                    |
| Année                                                 | Importation | Exportation | Chiffre d'affaires |
| 2002                                                  | 1,928.3     | 2,983.8     | 4,912.1            |
| 2003                                                  | 266.3       | 30.7        | 297.0              |
| 2004                                                  | 1,901.3     | 2,932.9     | 4,834.2            |
| 2005                                                  | 6,229.4     | 8,545.7     | 14,775.1           |
| 2006                                                  | 3,153.2     | 19,215.1    | 22,368.3           |
| 2007                                                  | 5 093,8     | -           | 5,093.8            |
| 2008                                                  | 4 566,3     | 260,991.8   | 265,558.1          |
| 2009                                                  | 1 183,1     | 28,456.7    | 29,639.8           |
| 2010                                                  | 753,8       | 224,613.5   | 225,367.3          |
| 2011                                                  | 2,594.8     | 324,860.0   | 327,454.9          |
| 2012                                                  | 2,913.6     | 243,085.1   | 245,998.7          |
| 2013                                                  | 2,443.1     | 525,759.4   | 528,202.5          |
| 2014                                                  | 6,489.3     | 552,149.5   | 558,638.8          |
| 2015                                                  | 26,204.5    | 368,874.4   | 395,078.9          |
| 2016                                                  | 10,989.9    | 257,147.3   | 268,137.2          |
| Extrait de stat.gov.az                                |             |             |                    |